# کنیچیرو کوگوره
کنیچیرو کوگوره (ژاپنی: 木暮 賢一郎)(متولد ۱۱ نوامبر ۱۹۷۹–۲۰ آبان ۱۳۵۸ خورشیدی) بازیکن سابق فوتسال تیم ملی فوتسال ژاپن و از سال ۲۰۲۱ مدیر تیم ملی فوتسال ژاپن است.

## باشگاه‌ها
- ۲۰۰۱–۲۰۰۵: روباه آتشین(FIRE FOX)
- ۲۰۰۵–۲۰۰۸: کلیپوس فوتبال سالا نازارنو es:Clipeus Futbol Sala Nazareno
- ۲۰۰۸–۲۰۰۹: سارنیر تورخون Carnicer Torrejón FS
- ۲۰۰۸: → پرز بوخالانس MM Pérez Bujalance (قرضی)
- ۲۰۰۹–۲۰۱۲: اقیانوس‌های ناگویا (Nagoya Oceans)

## افتخارات
- لیگ اف (۳)
  - ۲۰۰۹–۱۰، ۲۰۱۰–۱۱، ۲۰۱۱–۱۲
- جام اقیانوس اف. لیگ (۲)
  - ۲۰۱۰، ۲۰۱۱
- قهرمانی فوتسال باشگاه‌های آسیا (۱)
  - ۲۰۱۱

عناوین قهرمانی در جام جام ملت‌های فوتسال آسیا
- قهرمانی در جام ملت‌های فوتسال آسیا ۲۰۱۲ در قطر[۲]
- کسب مقام سوم در جام ملت‌های فوتسال آسیا ۲۰۱۰ در ازبکستان[۳]
- کسب مقام سوم در جام ملت‌های فوتسال آسیا ۲۰۰۸ در تایلند[۴]
- کسب مقام نایب قهرمانی در جام ملت‌های فوتسال آسیا ۲۰۰۷ در ژاپن[۵]
- کسب مقام قهرمانی در جام ملت‌های فوتسال آسیا ۲۰۰۶ در ازبکستان[۶]
- کسب مقام نایب قهرمانی در جام ملت‌های فوتسال آسیا ۲۰۰۵ در ویتنام[۷]
- کسب مقام نایب قهرمانی در جام ملت‌های فوتسال آسیا ۲۰۰۴ در ماکائو[۸]
- کسب مقام نایب قهرمانی در جام ملت‌های فوتسال آسیا ۲۰۰۳ در ایران- تهران[۹]
- حاضر در ترکیب تیم ملی فوتسال ژاپن در جام ملت‌های فوتسال آسیا ۲۰۱۲ و کسب مقام قهرمانی در این دوره.[۲]